# I Don't Feel Like Dancin'
Singles de Scissor Sisters
Filthy/Gorgeous
(2005) Land of a Thousand Words
(2006)
I Don't Feel Like Dancin', le premier single du deuxième album Ta-Dah des Scissor Sisters, marque un tournant dans la carrière du groupe pop américain avec son succès international. Coécrite par les membres du groupe Jason Sellards et Scott Hoffman, ainsi que par Elton John, qui apporte sa touche au piano, cette chanson a été dévoilée en août 2006. Elle s'est rapidement propulsée au sommet des classements dans de nombreux pays, notamment au Royaume-Uni où elle est restée quatre semaines numéro un et a été classée quatrième single le plus vendu de 2006. Le titre a également dominé les charts en Allemagne, Australie, Autriche, Belgique, Norvège, Suède, et Suisse, devenant ainsi l'un des singles phares de l'année et consolidant la notoriété internationale des Scissor Sisters.

## Contenu
Mise à disposition pour téléchargement dès le 19 juillet 2006 et publiée en format CD le 4 septembre, I Don't Feel Like Dancin' a atteint les sommets des classements, occupant la première place au Royaume-Uni durant quatre semaines consécutives,. Des critiques, notamment dans The Guardian et NME, ont comparé son usage du falsetto et son rythme au hit de Leo Sayer, You Make Me Feel Like Dancing, tout en notant une mélodie au piano rappelant December, 1963 (Oh, What a Night) des Four Seasons. Malgré les parallèles, la chanson affirme son originalité, évoquant le désir de passer une soirée tranquille à la maison, loin de l'agitation nocturne.

## Clip
Le clip de I Don't Feel Like Dancin', dirigé par Andy Soup avec la collaboration du producteur Verity White et du directeur de la photographie Alex Barber, présente une mise en scène originale devant le Phoenix Cinema (en) à Londres. Le début montre Chester McKee, connu pour sa participation à l'émission I'd Do Anything, observant une affiche du groupe. Employant des techniques de composition numérique pour créer des effets d'animation, le clip illustre les membres du groupe dans des positions statiques qui s'animent progressivement. La post-production a été assurée par Ben Robards chez Absolute Post, avec Amanda James responsable du montage, culminant dans une narration visuelle qui se referme sur l'image d'une affiche statique.

## Positionnement dans les classements et certifications

### Classements hebdomadaires
| Pays                                      | Meilleure position |
| ----------------------------------------- | ------------------ |
| 🇩🇪 Allemagne (Offizielle Deutsche Charts) | 1                  |
| 🇦🇹 Autriche (Ö3 Austria Top 40)           | 1                  |
| 🇦🇺 Australie (ARIA)                       | 1                  |
| 🇧🇪 Belgique (Flandres) (Ultratop 50)      | 1                  |
| 🇧🇪 Belgique (Valonia) (Ultratop 40)       | 34                 |
| 🇨🇦 Canada (Hot 100)                       | 25                 |
| 🇨🇿 République tchèque (IFPI)              | 7                  |
| 🇩🇰 Danemark (Tracklisten)                 | 4                  |
| 🇸🇰 Slovaquie (IFPI)                       | 2                  |
| 🇺🇸 États-Unis (Bubbling Under Hot 100)    | 2                  |
| 🇺🇸 États-Unis (Pop 100)                   | 72                 |
| 🇺🇸 États-Unis (Hot Dance Airplay)         | 2                  |
| 🇺🇸 États-Unis (Adult Top 40)              | 35                 |
| European Hot 100                          | 1                  |
| 🇫🇮 Finlande (OFC)                         | 2                  |
| 🇫🇷 France (SNEP)                          | 33                 |
| 🇭🇺 Hongrie (Rádiós Top 40)                | 3                  |
| 🇮🇪 Irlande (IRMA)                         | 2                  |
| 🇮🇹 Italie (FIMI)                          | 4                  |
| 🇯🇵 Japon (Oricon)                         | 14                 |
| 🇳🇴 Norvège (VG-lista)                     | 1                  |
| 🇳🇿 Nouvelle-Zélande (Recorded Music NZ)   | 6                  |
| 🇳🇱 Pays-Bas (Dutch Top 40)                | 2                  |
| 🇬🇧 Royaume-Uni (UK Singles Chart)         | 1                  |
| 🇸🇪 Suède (Sverigetopplistan)              | 1                  |
| 🇨🇭 Suisse (Schweizer Hitparade)           | 1                  |

### Certifications
| Pays         | Organisme certificateur | Certification     |
| ------------ | ----------------------- | ----------------- |
| 🇩🇪 Allemagne | BVMI                    | Disque d'Or       |
| 🇦🇺 Australie | ARIA                    | Disque de Platine |
| 🇨🇭 Suisse    | IFPI Suisse             | Disque d'Or       |